# Relaciones Cuba-Vanuatu
Las relaciones Cuba-Vanuatu se refiere a las relaciones bilaterales entre Cuba y Vanuatu. Las relaciones entre Vanuatu y [Cuba] comenzaron poco después de que el primero ganara su independencia de Francia y el Reino Unido en 1980 y comenzó a establecer relaciones de Vanuatu Política exterior]] como un nuevo estado independiente. Vanuatu y Cuba establecieron relaciones diplomáticas oficiales en 1983.

## Historia
Las primeras relaciones entre Cuba y Vanuatu deben considerarse dentro del ámbito de la política exterior de Vanuatu, decididamente independiente. Rechazando la alineación con el bloque occidental durante las últimas etapas de la guerra fría, Vanuatu ensambló el movimiento no alineado en 1983, y estableció relaciones diplomáticas tanto con la Unión Soviética (Unión Soviética) Y (unos meses más tarde) con los Estados Unidos en 1986.
En 1984, una delegación diplomática cubana visitó Vanuatu, y E. Huffer sugiere que esta visita sirvió para impulsar al Banco Asiático de Desarrollo ya la Comisión Económica y Social de las Naciones Unidas para Asia y el Pacífico Oficinas en Port-Vila poco después, "en parte en un intento de favorecer la integración de Vanuatu en el campo capitalista occidental".
Vanuatu fue el lugar de nacimiento del socialismo melanesiano, una doctrina promovida por el primer ministro Padre Walter Lini, que combina el socialismo, el cristianismo y los valores melanesios tradicionales. Dio a Vanuatu y Cuba un cierto grado de terreno ideológico común - aunque el socialismo melanesio puede verse como más cercano al comunismo cristiano que al marxismo. Sin embargo, en 1983, la ministra de Relaciones Exteriores de Vanuatu, Sela Molisa, declaró que la adhesión de Vanuatu al Movimiento de los Países No Alineados nació de un deseo de neutralidad y que "el gobierno ni Vanuatu y Vanua'aku Pati, ] No se adhieren a ninguna ideología ".
Lini perdió el cargo en 1991 y, bajo su sucesor Maxime Carlot Korman, la política de su país de comprometerse con los países considerados con sospecha por Occidente -notablemente Cuba, Libia-Vanuatu relaciones Libia y el [ Unión Soviética - relaciones de Vanuatu (Unión Soviética)] - se permitió desvanecerse.
Más recientemente, en los años 2000, se han revitalizado las relaciones casi latentes entre los dos países, en el contexto de las relaciones cubano-pacíficas y el compromiso regional de Cuba en el Pacífico. Cuba actualmente proporciona ayuda médica a Vanuatu y otros países en Oceanía. En septiembre de 2008, diecisiete ni-Vanuatu están estudiando medicina en Cuba, con sus gastos pagados por el gobierno cubano, y los doctores cubanos están sirviendo en Vanuatu. Un representante de Vanuatu asistió a una reunión ministerial multilateral Cuba-Pacífico en La Habana, en septiembre de 2008, donde los asistentes discutieron "fortalecer la cooperación en salud, deportes y educación" y donde las autoridades cubanas se comprometieron a ayudar a los países del Pacífico a hacer frente al cambio climático.